# هایلباخ
هایلباخ (به آلمانی: Heilbach) یک شهر در آلمان است که در بیتبورگ-پروم واقع شده‌است.